# Даймонд Діксон
Даймонд Діксон  (англ. Diamond Dixon; нар. 29 червня 1992) — американська легкоатлетка, олімпійська чемпіонка.

## Виступи на Олімпіадах
| Олімпіада   | Дисципліна              | Місце |
| ----------- | ----------------------- | ----- |
| Лондон 2012 | естафета 4 x 400 метрів | 1     |